# GIRL'S CH
GIRL'S CH（ガールズシーエッチ）は、日本の大手アダルトコンテンツ流通業者であるソフト・オン・デマンド株式会社が運営していた女性向けアダルトビデオを中心とした総合販売サイトである。また、SODグループメーカーであるSODクリエイトから女性向けアダルトビデオが同名のGIRL'S CHレーベルとして制作されていた。

## 概要
2013年1月14日にサイトオープン、無料動画が1,000本あり、当初は「女性の「見たい」を後押しする無料セクシー動画サイト」として設立された。俗にいうAV男優をラブメンと呼び、整った顔の若手男優を起用していたのが特徴。
同日新成人女性100人を集めテリー伊藤・壇蜜・岩井志麻子・内田春菊をゲストに迎えてオープン記念イベントを開催、ニコニコ生放送で配信された。
2014年11月22日から、プレミアム動画として有料動画配信を開始。以降は「女性の「見たい」「知りたい」「買いたい」を叶える国内最大級の女性専用アダルトサイト」という説明になっており、無料動画配信に加え有料動画・DVD・グッズ・イベントなどの販売を行っていた。
女性向けアダルトサイトとしては充実していたが、2023年11月30日をもってサービス終了。2020年からSODは女性向けレーベルとしてハード路線の『カゲキっch』『ムラッch』を開始しており、エッセイストの大泉りかは「ハイブリッドの独自路線を突き進んでいる」と論じた。

## 著名人監督
サイトオープン当初より、著名人・芸能人を女性向けアダルト作品の監督として積極的に起用していた。
著名人監督によるオリジナル作品の制作は主にSODクリエイト・GIRL'S CHレーベルから発売されている。基本的にモザイクの入らない官能ドラマとなっていた。

### 過去に監督をした著名人
- 岩井志麻子
- 内田春菊
- 広田レオナ
- 中島知子
- あやまん監督
- 浜田翔子
- 日野日出志（ホラー作品）